# 林靏梁

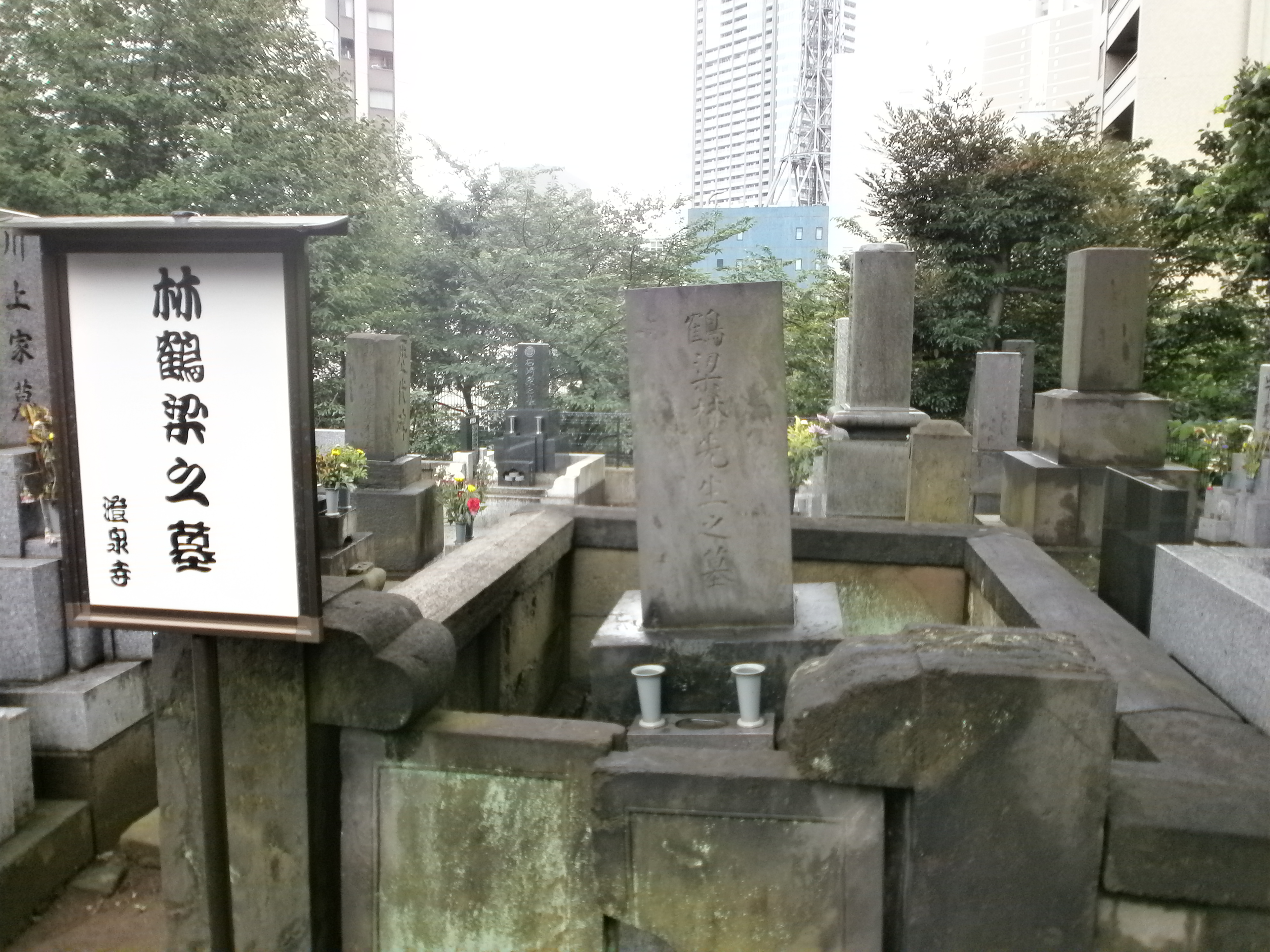
林靏梁の墓（澄泉寺）

林 靏梁（はやし かくりょう、1806年9月24日（文化3年8月13日） - 1878年（明治11年）1月16日）は幕末の儒学者。「かく」は「雨」冠に「鶴」。

## 経歴
上野国群馬郡萩原村（群馬県高崎市）にて生まれる。幼名は長孺。鐵蔵、伊太郎の通称を持つ。
元々は御箪笥同心という下役人であったが、彼の文才に注目した藤田東湖の推を得て奥火元番に抜擢され、昇進の道を得る。甲府勤番師弟の学問所である徽典館の学頭など諸役を歴任した。1853年（嘉永6年）、遠江国中泉（静岡県磐田市）代官に昇進。在任中の安政の大地震への対応では、永続して窮民を救済する恵済倉という方法を考案して貧民の救済に尽力、また三河、遠江の詳細で正確な地図を作成した実績により幕閣の信を得た。
出羽国柴橋（山形県寒河江市）代官時代には銅山開発に務め功績をあげる。外圧に関しては藤森天山らと鎖港を主張した。維新後も幕臣であることを貫き通し、外出の際は「何の面目あって天日を仰がん」と深編笠を被るほどであったと言われる。
佐藤一斎、松崎慊堂、長野豊山(儒学)、渡辺崋山、箕作阮甫（洋学）、窪田清音（長沼流兵学）に師事。その卓越した学問と見識によって、水戸藩主・徳川斉昭、信州松代藩主・真田幸貫、福井藩主・松平慶永、佐賀藩主・鍋島直正、土浦藩主・土屋寅直といった幕末の名君と親交があった。川路聖謨、岩瀬忠震、大久保一翁、羽倉簡堂などの幕臣、佐久間象山、若山勿堂、岡本秋暉ら学者と深く親交、会沢正志斎、大久保要、橋本左内ら志士とも意見を交わしている。
遠州の代官時代には、国学者・石川依平、画家・福田半香、三宅鴨渓、医師・渡辺玄知、袋井宿の孤瑟と親しい間柄だった。
漢文で著した靏梁文鈔は夏目漱石、三田村鳶魚など明治時代のインテリ青年の愛読書として知られる。林靏梁日記は、38歳から56歳までの19年の間に書き続けた日記で、当時の世相が解る書物として高い評価を受けている。
墓所は東京都港区赤坂にある澄泉寺。
大正4年（1915年）、正五位を追贈された。

## 家族
正室：川島達馬の娘・久
- 長男：国太郎
- 次男：鋼三郎 - 羽倉簡堂の養子
- 長女：鈴

継室：中井数馬の妹・庫子
- 3男：卓四郎
- 次女：琴
- 3女：瑟（しつ）
- 養女：中井数馬の娘喜美 - 杉浦梅潭室

## 逸話
- 出身が赤城山に近いことで土地勘があったと推測できることなどから、しばしば「徳川埋蔵金の実行役」として登場する。
- 柴橋代官時代に、当地を鎌倉時代から戦国時代まで治めた寒河江氏最後の当主寒河江高基の墓碑が、死後280年余りも無い状態であることを哀れみ、終焉の地（御楯山）に墓碑を建立したという[5]。